# オレクシー・ネイツパパ
オレクシー・レオニードヴィチ・ネイツパパ（ウクライナ語: Олексій Леонідович Неїжпапа、1975年10月9日 - ）は、ウクライナの軍人。2020年6月11日からウクライナ海軍司令官。

## 経歴
1975年10月9日にウクライナ・ソビエト社会主義共和国セヴァストポリで誕生する。1997年にナヒーモフ海軍兵学校を卒業した。
2015年1月にウクライナ海軍副司令官兼戦闘訓練部門の責任者となり、ドネツィク州およびルハーンシク州でのウクライナ東部紛争に参加した。
2020年6月11日にウォロディミル・ゼレンスキー大統領からウクライナ海軍司令官に任命された。
2022年4月16日、黒海艦隊旗艦だったモスクワ撃沈の功績から中将へと昇格した。

## 栄典
- 3等ボフダン・フメリニツキー勲章 - 2022年6月17日[4]
- ウクライナ軍務勲章（英語版） - 2012年8月24日[5]